# 寶慶戰鬥 (國軍內戰)
寶慶戰鬥發生於1930年5月27日，地點則是在中國湘中一帶，是國民革命軍內部所發生的內戰戰鬥之一。寶慶戰鬥的交戰雙方，一方為湘軍劉建緒部，另一方為桂軍白崇禧部。